# تشاونسي إيفز
تشاونسي إيفز (بالإنجليزية: Chauncey Ives)‏ هو نحات أمريكي، ولد في 14 ديسمبر 1810 في هامدن في الولايات المتحدة، وتوفي في 2 أغسطس 1894 في روما في إيطاليا.